# Choresm-Schah

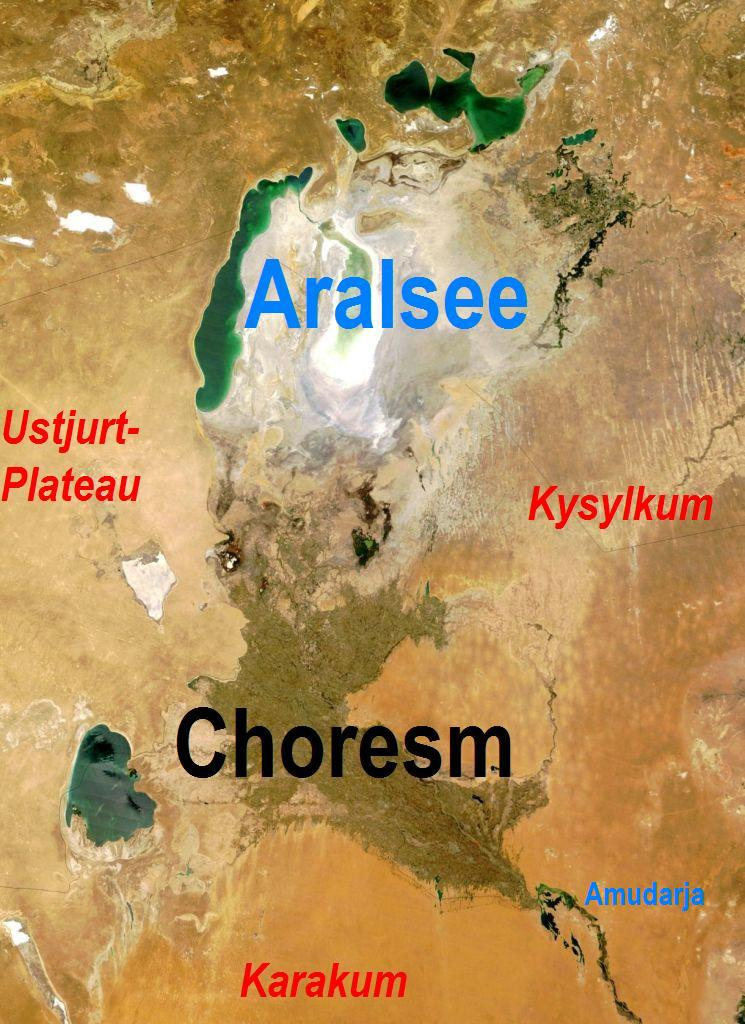
Die Großoase Choresm in der Ausdehnung 2009

Der altiranische Titel Choresm-Schah (persisch خوارزمشاه, DMG Ḫvārazm-Šāh) wurde bereits seit dem ersten vorchristlichen Jahrtausend von insgesamt vier Dynastien (zum Teil unterschiedlicher Abstammung, Religion und Sprache) geführt, welche in der Regel weitgehend unabhängig über die am Südufer des Aralsees gelegene Großoase Choresm herrschten.
Die frühen Dynastien waren die Siyawuschiden/Afrighiden, Mamuniden  und Altuntaschiden.
Die mit Abstand bedeutendste und berühmteste Dynastie war die letzte, die der muslimischen, türkischstämmigen Anuschteginiden (Anūšteginiden, 1077–1231), die Anfang des 13. Jahrhunderts sowohl Choresmien und dessen Umgebung als auch ganz Iran, Transoxanien und das heutige Afghanistan beherrschte. Daher sind oft auch nur oder in erster Line die Anuschteginiden gemeint, wenn von den „(großen) Choresm-Schahs“ die Rede ist.

## Frühe Dynastien

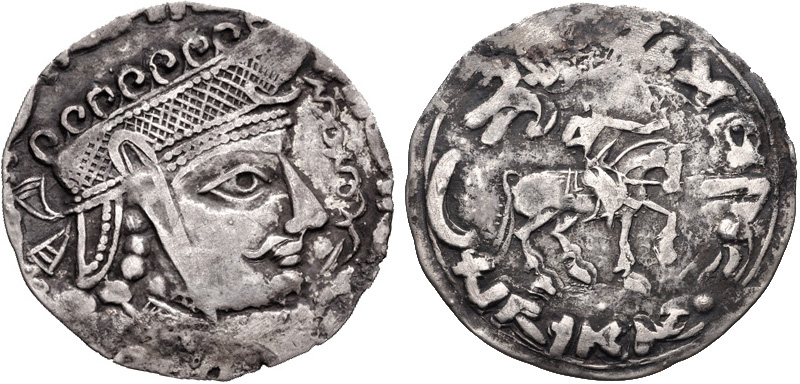
Drachme des Afrighiden-Königs Schavuschfarn aus der Mitte des 8. Jh.

Ab Mitte des 3. Jahrhunderts endete die Herrschaft der Kuschan über Choresm und die Herrscher der neuen Siyawuschiden/Afrighiden-Dynastie (Siyāvušiden/Āfrīġiden) kamen an die Macht. Später wurde Choresm wohl zeitweise Teil des spätantiken Sassanidenreiches, erstarkte aber im sechsten Jahrhundert wieder. 712 wurde Choresm von den Muslimen erobert, die es aber nicht dauerhaft besetzten. 751 reiste eine Delegation des Afrighiden Schavuschfarn an den kaiserlichen Hof der Tang-Dynastie und bat um Hilfe gegen die Araber.
Im Jahre 995 stürzte der Emir von Gurgandsch die Afrighiden, begründete die Dynastie der Mamuniden (Maʾmūniden) und verlegte die choresmische Hauptstadt nach Gurgandsch. Sultan Mahmud von Ghazna besetzte 1017 Choresm, beendete die Herrschaft der Mamuniden und verleibte Choresm seinem Großreich ein.
Der Statthalter der Ghaznawiden, Altun-Tasch, begründete die Dynastie der Altuntaschiden (Altuntašiden) und konnte eine gewisse Eigenständigkeit erreichen. Seine beiden Nachfolger rebellierten offen gegen die Ghaznawiden und erklärten als Verbündete der Seldschuken ihre Unabhängigkeit. Bereits 1041 wurde Choresm jedoch von Schah-Malik (Šāh-Malik), dem Herrscher der Oghusen, erobert und die Herrschaft der Altuntaschiden beseitigt.

## Anuschteginiden
Begründet wurde die Dynastie der Anuschteginiden von Anusch-Tegin Ghartschai, der um 1077 von dem Seldschukensultan Malik Schah I. (Malik-Šāh) zum Präfekten (šiḥna) von Choresmien ernannt wurde.
Den traditionellen Titel eines Choresm-Schahs führte erst Anusch-Tegins Nachfolger, der türkische Militärsklave Ekintschi ibn Qotschqar, dessen Regierung die Herrschaft der Anuschteginidendynastie im Jahre 1097 kurzzeitig unterbrach, bevor sich schließlich Anusch-Tegins Sohn Qutb ad-Din Muhammad als neuer Choresm-Schah durchsetzen konnte. Ihm folgte sein Sohn Ala ad-Din Atsiz ab 1127 (oder 1128).

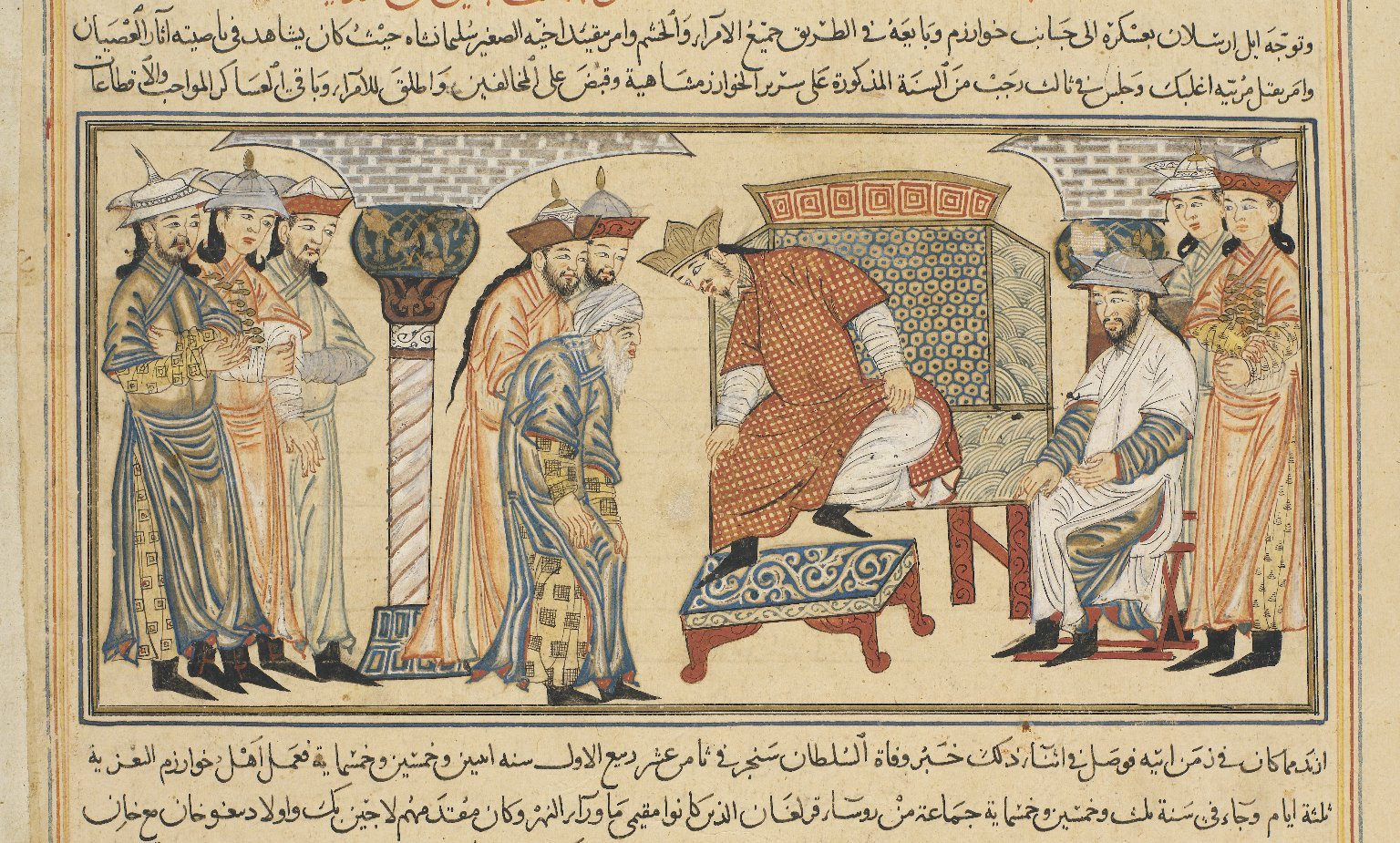
Il-Arslan wird zum Herrscher gekrönt. Abbildung aus dem Dschami' at-tawarich des Raschīd ad-Dīn.

Atsiz’ Sohn und Nachfolger Il-Arslan konnte nach dem Tod Sultan Sandschars (1157) unabhängig von den im Niedergang begriffenen Seldschuken regieren und stieg zu einem der mächtigsten Herrscher des islamischen Ostens auf.
Il-Arslans ältester Sohn Tekisch folgte 1172 und konnte 1187 zunächst Nischapur und später die Städte Merw, Sarachs und Tus erobern.
Sein Sohn Muhammad folgte 1200 und verlor zunächst die Herrschaft über Westiran und Chorasan. Doch gelang es ihm bis 1215 alle nichtindischen Gebiete des zerfallenen Ghuridenreiches zu erobern. In der Schlacht bei Taras konnte er 1210 zusammen mit muslimischen Verbündeten die Kara Kitai besiegen und beherrschte fast ganz Transoxanien. Sultan Muhammads Siege über die Ghuriden, Kara-Kitai, Qiptschaken und Karachaniden erlaubten es ihm schließlich, nach Zentral- und Westiran vorzustoßen: Mazandaran, Kirman, Makran und Hormuz wurden erobert, 1217 der gesamte persische Irak. Muhammad versuchte im Herbst desselben Jahres sogar, Bagdad zu erobern, um die Herrschaft seines Erzfeindes, des abbasidischen Kalifen an-Nāsir li-Dīn Allāh zu beenden, doch der Großteil von Muhammads Armee wurde beim Versuch, das Zagrosgebirge zu überqueren, in einem heftigen Schneesturm vernichtet.
Die von Dschingis-Khan geeinten Mongolen eroberten ab 1219 das westliche Mittelasien. Auch die choresmische Hauptstadt Gurgandsch wurde dem Erdboden gleichgemacht und Muhammad II. floh auf eine kleine Insel im Kaspischen Meer, wo er im Winter 1220/1221 verstarb. Sein Sohn Dschalal ad-Din Mengübirti setzte den Widerstand gegen die Mongolen fort, wurde aber 1230 von den verbündeten Rum-Seldschuken und Aiyubiden besiegt und ein Jahr später auf der Flucht vor den Mongolen von Räubern ermordet.
Damit endete die Dynastie der Anuschteginiden und die Herrschaft der Choresm-Schahs.